# Girolamo Genga

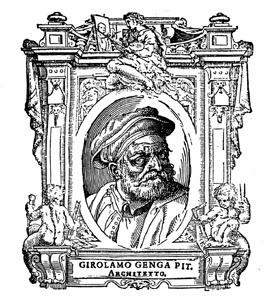
Abbildung des Girolamo Genga in Le vite dei più eccellenti pittori, scultori e architetti des Giorgio Vasari

Girolamo Genga (* um 1476 in Urbino; † 11. Juli oder 11. August 1551 ebenda) war ein italienischer Maler, Architekt und Bildhauer.

## Leben
Genga war ein Sohn des Wollhändlers Bartolomeo Genga. Die Lebensdaten sind nicht genau bekannt. Nach den Angaben auf einem Epitaph soll er am 11. August 1551 im Alter von 70 Jahren verstorben sein. Danach müsste er um 1481 geboren sein. Vermutlich ein Übertragungsfehler, denn dieses Datum widerspricht jedoch den Angaben Vasaris, der die Aufnahme als Schüler Luca Signorellis auf das Jahr 1491 legte und angab, Genga sei zu dem Zeitpunkt bereits 15 Jahre alt gewesen. Einige Gelehrte verwarfen dieses Datum und vermuten stattdessen 1494 als Beginn seiner Ausbildung, da sich Signorelli zu dieser Zeit in Urbino aufhielt.
Die durch seinen Sohn Raffael Genga angebrachte Inschrift lautete:
Genga war für den Wollhandel bestimmt worden, doch zeigte er wenig Neigung für dieses Geschäft, dass seinen Eltern zum Reichtum verholfen hatte. Er zeichnete stattdessen und vernachlässigte seine Aufgaben so sehr, dass er mit fünfzehn Jahren in das Atelier eines angesehenen Malers geschickt wurde. Er lernte ab 1494 bei Signorelli und begleitete diesen in die Mark Ancona. Beteiligungen an den dortigen Malereien lassen sich nicht mehr nachweisen, da sie entweder übermalt oder sein Name nicht in den Urkunden verzeichnet wurde. Er soll jedoch vom Juli 1497 bis 1498 an den Freskomalereien Signorellis im Kreuzgang des Klosters von Monteoliveto Maggiore bei Siena, die vom Leben des heiligen Benedikt erzählen, beteiligt gewesen sein. Nachdem er Signorelli verlassen hatte, wechselte Genga Vasaris Angaben zufolge um 1500 in die Werkstatt von Pietro Vannucci, genannt Perugino, bei dem etwa drei Jahre blieb und sich dem Studium der Perspektive widmete. Hier lernte er gemeinsam mit Raffael und kam um 1502 nach Florenz. Er malte mit Timoteo Vite in Urbino in der Kapelle San Martino des bischöflichen Palastes und ging dann nach Rom, wo er für die Kirche Santa Caterina da Siena eine Auferstehung Christi malte und sich viel mit dem Zeichnen und Messen antiker Baulichkeiten beschäftigte, worüber er ein handschriftliches Werk hinterließ.
Vom Herzog Francesco Maria nach Urbino zurückgerufen, folgte er diesem später in die Verbannung nach Cesena, wo unter anderem die Tafel Gott-Vater mit Maria und den vier Kirchenvätern entstand (jetzt in der Brera zu Mailand). Nach der Rückkehr des Herzogs nach Urbino erbaute Genga für ihn auf dem Berg dell’Imperiale einen Palast. Auch lieferte er die Pläne zur Kirche San Giovanni Battista in Pesaro, zum Kloster der Zoccolanti, einem Orden minderer Brüder der Franziskaner, in Monte Berico und zum Bischofspalais in Senigallia. An Skulpturen schuf er für das Schloss dell’Imperiale einen Engel und für den Herzog von Urbino und den Bischof von Senigallia die Modelle zu Trinkgeschirren.
Zu seinen Schülern gehörte Baldassare Lanci.

## Familie
Genga heiratete 1502 Caterina, eine Tochter des Architekten und Malers Ambrogio Barocci, genannt Ambrogio da Milano. Sein Bruder Nicolo della Genga heiratet ebenfalls eine Tochter Baroccis.
- Seine Tochter Giulia († 1541) heiratete am 17. Dezember 1535 in San Marino Giovanni Battista Belluzzi, genannt „il Sanmarino“.[5]
  - zwei Söhne
- Sein Sohn Bartolomeo Genga (1516–1558) war ebenfalls Maler, Architekt und Bildhauer.[6]
- Sohn Raffael Ganga
- Federico Barocci war ein Verwandter aus der Familie der Ehefrau.

## Werke (Auswahl)
- Die Flucht des Aeneas (Siena)
- Die Auslösung der Gefangenen (Siena)
- Der gefesselte Amor (London, National Gallery)
- Raub der Sabienerinnen (Straßburg)
- Taufe Christi
- Martyrium des Heiligen Sebastian (Florenz)

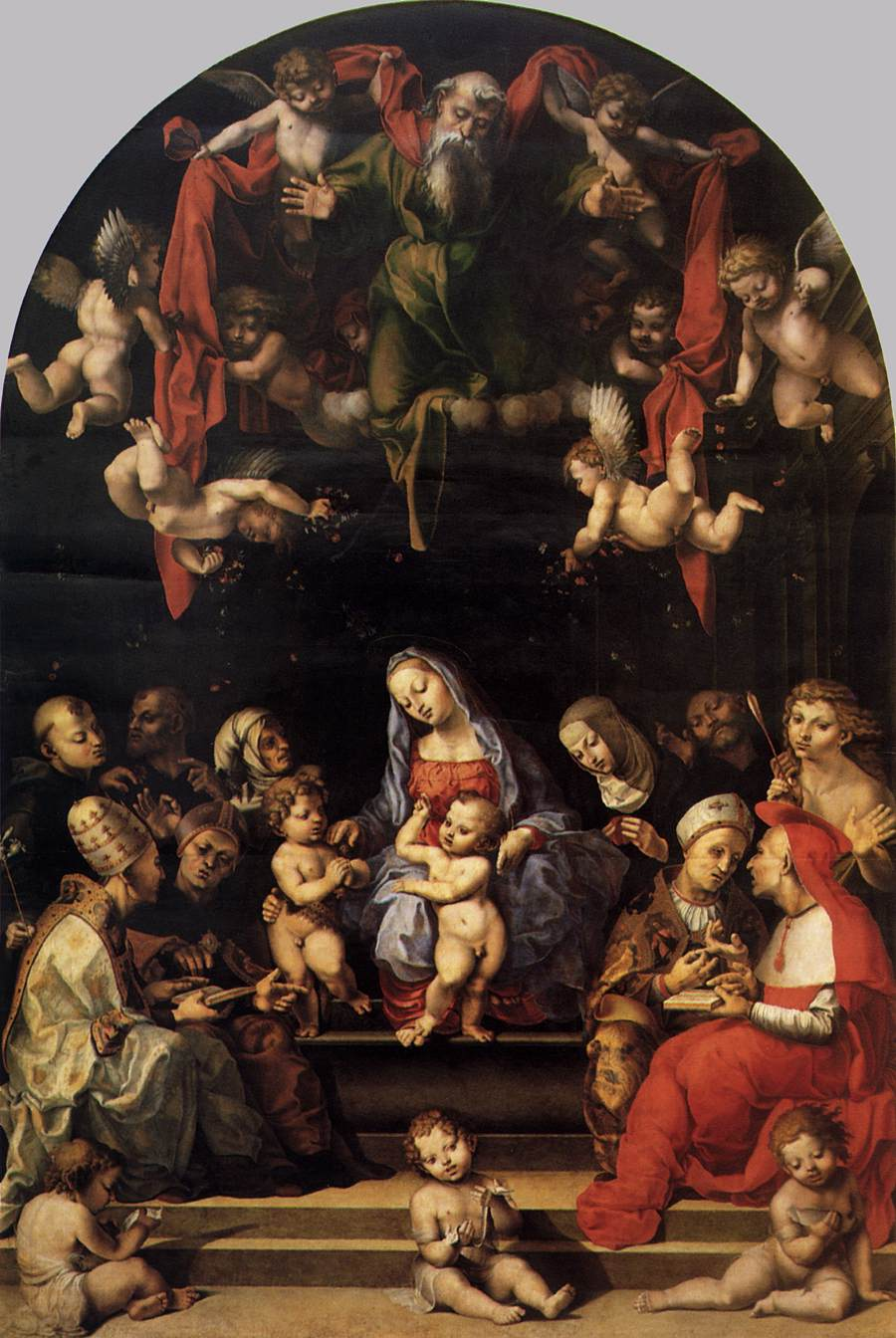
Jungfrau mit Kind und Heiligen
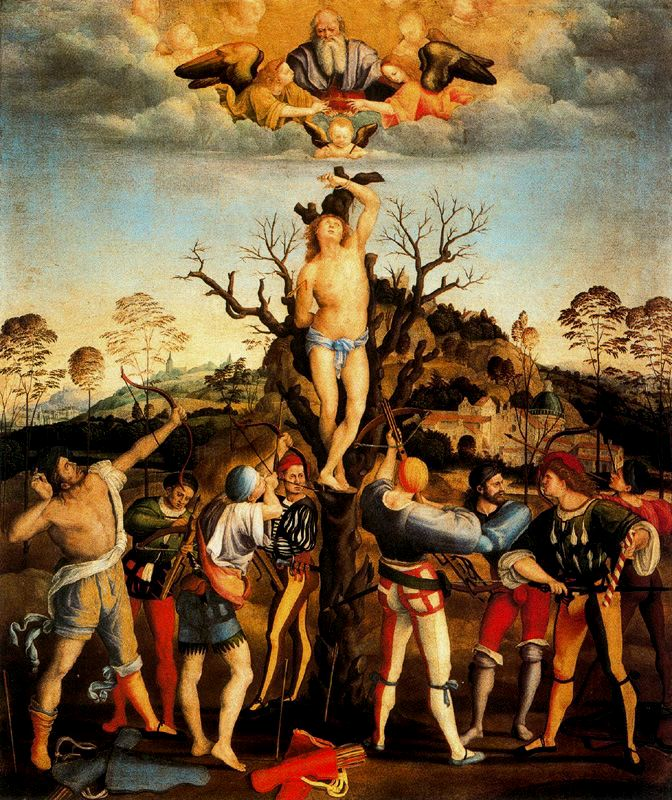
Martyrium des Heiligen Sebastian
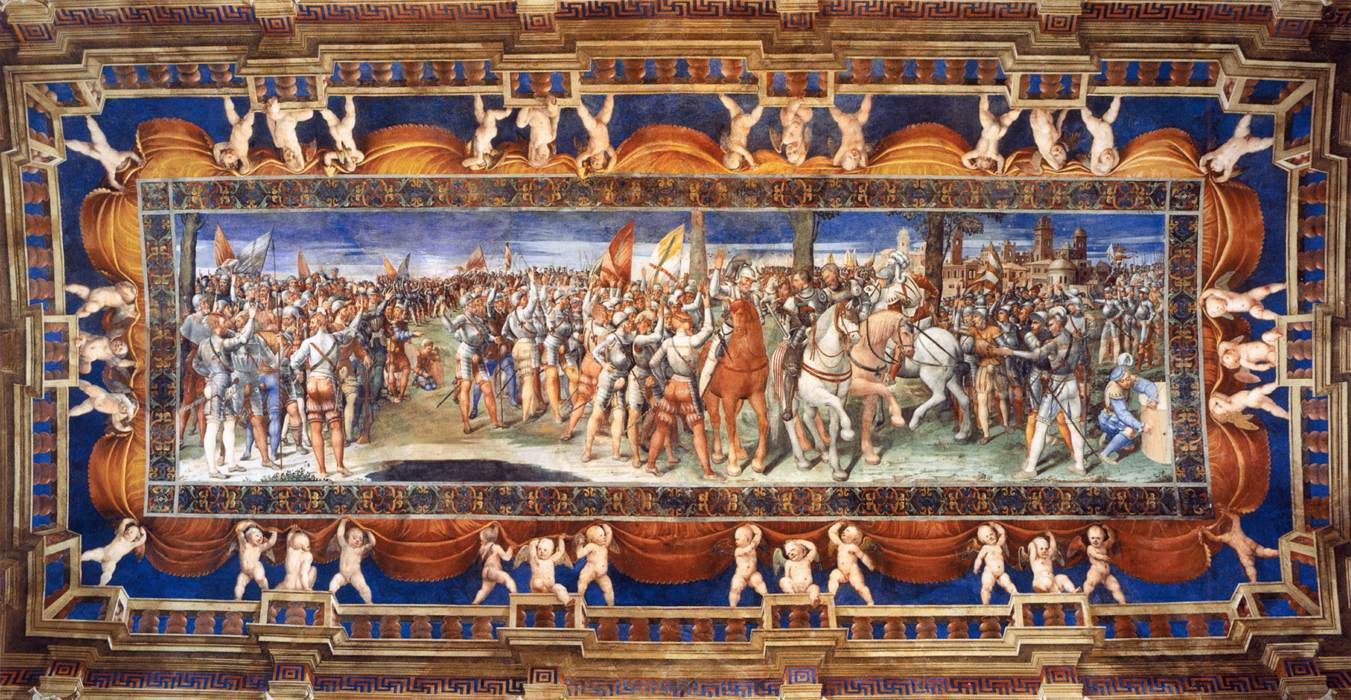
Deckendekoration, Villa Imperiale, Pesaro, 1530–1531
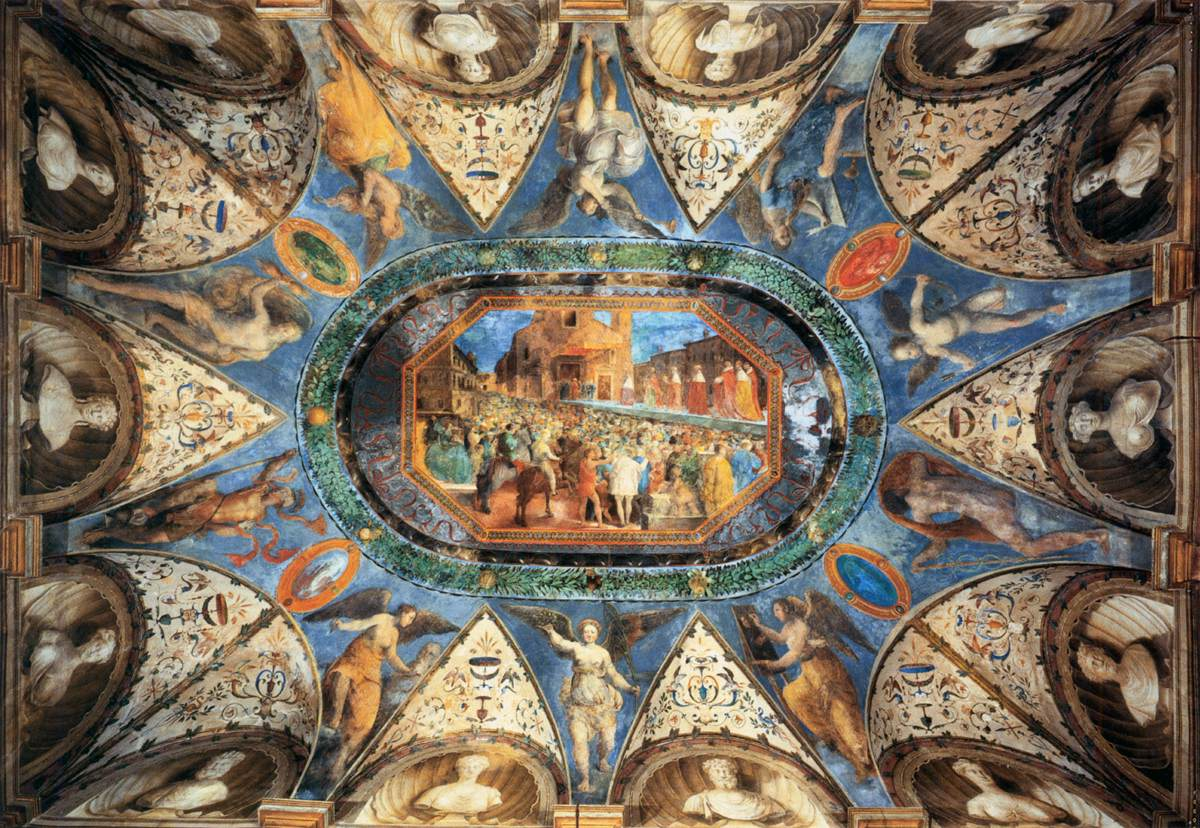
Deckendekoration, Villa Imperiale, Pesaro, 1530–1531